# Magischer Zirkel der Deutschen Demokratischen Republik
Il Magischer Zirkel der Deutschen Demokratischen Republik (Circolo Magico della Repubblica Democratica Tedesca) era l'associazione nazionale di illusionismo attiva nella Germania Est dal 1956 al 1969, e brevemente nel 1990.

## Storia
L'organizzazione venne fondata il 20 ottobre 1956 a seguito di un incontro tra Theo Bozenhard, Hans Marian, Hans Hander (Tosari), Hans-Gerhard Stumpf, e il ministro della cultura della RDT Johannes R. Becher. Erich Kluge fu il primo presidente dell'associazione fino al gennaio del 1959, quando si dimise per ragioni di salute. Hans Hander lo sostituì ad interim fino alla morte di Kluge il 12 gennaio 1962. Siegfried Nitsche diventerà il capo dalla morte di Hander nel gennaio 1968 fino allo scioglimento del gruppo nel 1969.
Con la fine del gruppo, le associazioni di magia della RDT si limitarono al livello locale: nel 1974 vi erano 40 organizzazioni (con un totale circa di 600 membri) e nel 1990 aumentarono a 52.
L'11 novembre 1989, dieci illusionisti (tra cui Hans-Georg Bucsi, Klaus Fürst, Hans-Gerhard Stumpf, e Annette Kirberg-Stumpf) si riunirono a Lipsia e fecero richiesta al ministro della cultura di far rinascere il Magischer Zirkel der DDR e il 6 gennaio 1990 venne ufficialmente ristabilito. Alla prima conferenza del 10 marzo dello stesso anno,  venne eletto presidente Hans-Gerhard Stumpf che dopo pochi mesi incontrò i membri della controparte tedesca occidentale Magischer Zirkel von Deutschland tper discutere sull'unificazione dei due gruppi. Il 29 settembre 1990, il circolo magico della RDT si unì ufficialmente a quello della Germania Ovest.